# LaMDA (aprenentatge automàtic)

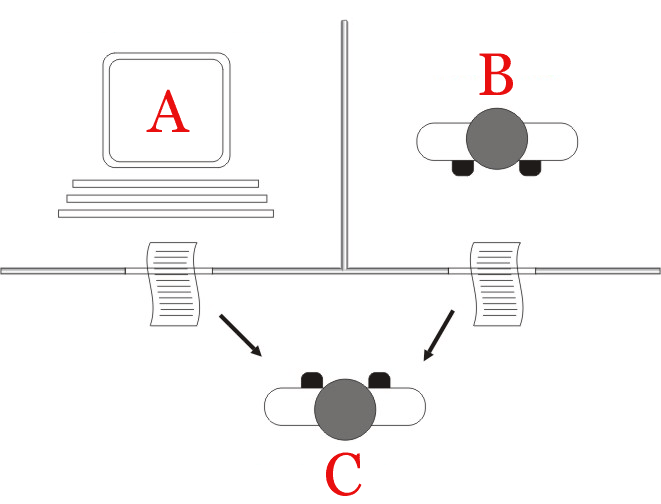
Les afirmacions de Lemoine que LaMDA pot ser sensible han instigat discussions sobre si la prova de Turing, a la foto de dalt, segueix sent un punt de referència precís per determinar la intel·ligència general artificial.

LaMDA, que significa Language Model for Dialogue Applications, és una família de models de llenguatge neuronal conversacional desenvolupats per Google. La primera generació es va anunciar durant la presentació de Google I/O de 2021, mentre que la segona generació es va anunciar a l'esdeveniment de l'any següent. El juny de 2022, LaMDA va guanyar una atenció generalitzada quan l'enginyer de Google Blake Lemoine va afirmar que el chatbot s'havia tornat sensible. La comunitat científica ha rebutjat en gran manera les afirmacions de Lemoine, tot i que ha portat a converses sobre l'eficàcia de la prova de Turing, que mesura si un ordinador pot passar per un humà.
Google va anunciar el model de llenguatge neuronal conversacional LaMDA durant la conferència de Google I/O el 18 de maig de 2021, impulsat per intel·ligència artificial. Basat en l'arquitectura de xarxa neuronal Transformer desenvolupada per Google Research el 2017, LaMDA es va formar sobre diàlegs i històries humans, cosa que li va permetre participar en converses obertes. Google afirma que s'ha assegurat que les respostes generades per LaMDA són "sensibles, interessants i específiques del context".
L'11 de maig de 2022, Google va presentar LaMDA 2, que serveix com a successor de LaMDA, durant la conferència magistral de Google I/O de 2022. La nova encarnació del model extreu exemples de text de nombroses fonts, utilitzant-lo per formular "converses naturals" úniques sobre temes als quals potser no ha estat entrenat per respondre. A més, Google va llançar AI Test Kitchen, una aplicació mòbil impulsada per LaMDA 2 capaç de proporcionar llistes de suggeriments sota demanda basades en un objectiu complex. Inicialment oberta només als empleats de Google, l'aplicació estava programada per estar disponible per "seleccionar acadèmics, investigadors i responsables polítics" per invitació en algun moment de l'any. L'agost de 2022, l'empresa va començar a permetre als usuaris dels EUA registrar-se per accedir anticipadament.
LaMDA utilitza un model de llenguatge de transformador només de descodificador. Està entrenat prèviament en un corpus de text que inclou tant documents com diàlegs formats per 1.56 bilions de paraules, i després s'entrena amb dades d'afinació generades per respostes anotades manualment per a la sensibilitat, l'interès i la seguretat. Les proves de Google van indicar que LaMDA va superar les respostes humanes en l'àrea d'interès. El model de transformador LaMDA i un sistema extern de recuperació d'informació interactuen per millorar la precisió dels fets proporcionats a l'usuari.
Es van provar tres models diferents, el més gran en tenia 137 mil milions de paràmetres no incrustats:
Hiper-paràmetres del model del transformador
| Paràmetres | Capes | Unitats (dmodel) | Caps |
| ---------- | ----- | ---------------- | ---- |
| 2B         | 10    | 2560             | 40   |
| 8B         | 16    | 4096             | 64   |
| 137B       | 64    | 8192             | 128  |